# Alcidion partitum
Alcidion partitum är en skalbaggsart som först beskrevs av White 1855.  Alcidion partitum ingår i släktet Alcidion och familjen långhorningar. Inga underarter finns listade i Catalogue of Life.